# Gérard Bensussan
Pour les articles homonymes, voir Bensussan.
Gérard Bensussan (né le 11 septembre 1948, à Mascara, en Algérie) est un professeur de philosophie à l'Université Marc-Bloch de Strasbourg, chercheur au CNRS, traducteur, spécialiste de Friedrich Wilhelm Joseph von Schelling, Franz Rosenzweig et Emmanuel Levinas. Il a travaillé sur la philosophie classique allemande et la philosophie juive. Il est à l'initiative de la fondation du Parlement des philosophes de Strasbourg. Il peut être considéré comme un proche du philosophe Jean-Luc Nancy.

## Principales publications

### Traductions
- Franz Rosenzweig, Hegel et l'État, Paris, PUF, 1991.
- Schelling, Philosophie de la Révélation, Paris, PUF, 1993-94 et Introduction à la Philosophie de la Mythologie, Paris, Gallimard, 1998 (avec la RCP Schellingiana du CNRS).
- Franz Rosenzweig, Foi et Savoir. Autour de L’Étoile de la Rédemption, Paris, Vrin, 2001  et Confluences. Politique, histoire, judaïsme, Paris, Vrin, 2003 (avec Marc Crépon et Marc de Launay)

### Ouvrages
- avec Georges Labica,  Dictionnaire critique du marxisme, Paris, PUF, 1982, 1985, 1999
- Moses Hess, la philosophie, le socialisme, Paris, PUF, 1985, rééd. 2004 (Olms Verlag, Hildesheim-Zürich, New-York).
- Questions Juives, Paris, Osiris, 1988
- La philosophie allemande dans la pensée juive, Paris PUF, 1997, dir.
- Franz Rosenzweig. Existence et Philosophie, Paris, PUF, 2000.
- Le temps messianique. Temps historique et temps vécu, Paris, Vrin, 2001.
- Qu’est-ce que la philosophie juive ? Paris, Desclée de Brouwer, 2004.
- (dir.) avec Joseph Cohen, Heidegger. Le danger et la promesse, Paris, Kimé, 2006.
- Marx le sortant, Paris, collection «Le Bel Aujourd'hui», Éditions Hermann, 2007.
- Le lieu et la contrée Questions de proximité dans Les Temps modernes (revue) "Heidegger. Qu'appelle-t-on Lieu ?" juillet-octobre 2008 N 650.
- Éthique et expérience. Levinas politique, Strasbourg, Editions La Phocide, collection "Philosophie - d'autre-part", 2008.
- Dans la forme du monde : Sur Franz Rosenzweig, Paris, collection «Le Bel Aujourd'hui», Éditions Hermann, 2009
- L'Impatience des langues, Paris, collection «Le Bel Aujourd'hui», Éditions Hermann, 2010
- L'héritage de Schelling: Interprétations aux XIXe et XXe siècles, 2016
- Les deux morales, Vrin, 2019
- L'écriture de l'involontaire: Philosophie de Proust, Editions Classiques Garnier, 2020
- Miroirs dans la nuit - Lumière de Hegel, éditions du Cerf, 2022
- La transaction. Penser autrement la démocratie, PUF/Humensis, 2023